# Équipe de Maurice féminine de basket-ball
Cet article traite de l'équipe féminine. Pour l'équipe masculine, voir Équipe de Maurice masculine de basket-ball.
Maillots
L'équipe de Maurice féminine de basket-ball est l'équipe nationale qui représente Maurice dans les compétitions internationales masculine de basket-ball. Elle est placée sous l'égide de la Fédération de la république de Maurice de basket-ball. L'équipe est affiliée à la FIBA depuis 1959.
La seule participation de la sélection à un Championnat d'Afrique se conclut sur une douzième place en 2009. L'équipe ne s'est jamais qualifiée pour les Jeux olympiques ou la Coupe du monde.